# 김해BUS
김해비유에스(金海-)는 태영운송그룹 계열 경상남도 김해시 자회사이자 경상남도 김해시 골든루트로66번길 143에 본사를 둔 시내버스 운송 업체이다. 주로 김해시 읍면 공영노선과 부산광역시 일부 지역을 기점으로 하는 노선을 운행한다.

## 역사
2008년 김해순환버스라는 상호로 설립되었고, 2009년에는 현재의 상호로 변경하고 동부교통의 3,4,220번 노선과 가야IBS의 8번 노선 일부를 양수하였다. 그리고 최근에는 가야IBS로부터 6번, 59-1번 노선을 인계받았다.

## 차고지
- 본사: 경상남도 김해시 골든루트로66번길 143 (칠산서부동, 풍유동 공영 차고지)[2]

## 운행 노선

### 일반버스
- ● 3번: 풍유동공영차고지 - 김해 골든루트 산업단지- 이동 - 칠산 - 외동터미널
- ● 6번: 외동차고지 - 김해보건소 - 동상동 - 중부경찰서 - 강동 - (이양지) - 화목(죽동) (2018년 2월 가야IBS에서 이관받은 노선이다.)
- ● 8-1번: 삼계정수장 - 구산백조A - 활천고개 - 인제대학교 - 평강 - 구명역 - 덕천교차로
- ● 10번: 진영역 - 진영터미널 - 진영중학교 - 중흥S클래스2단지 - 주호 - 본산 - 금봉 - 봉하마을 (2010년 12월 15일 신설)
- ● 11번: 상룡 - 진영터미널 - 금산초등학교 - 동산
- ● 12번: 진영공설운동장 - 부곡 - 진영병원 - 진영신도시 - 진영터미널 - 금병공원 - 하계 - 금산초등학교 (2013년 3월 2일 신설)
- ● 13번: 장유 임시계류장 - 코아상가 - 냉정마을 - 초전 - 진례파출소 - 진례농협 - 강변농협 - 담안 - 하평 - 진례역 - 김해테크노밸리일반산업단지 - 고모 - 진영역 - 진영터미널 (구 진례공영1, 2017년 11월 15일 내덕중으로 기점 연장)
- ● 15번: 장유임시계류장-코아상가-냉정마을-초전-진례파출소 - 강변농협 - 담안 - 개동 - 김해테크노밸리일반산업단지 - 상우 - 빙그레삼거리 - 진영역 - 진영터미널 (구 진례공영2, 2020년 12월 1일 장유로연장)
- ● 22번: 장유 임시계류장 - 쌍용예가 - 대청고등학교 - 한림리츠빌(능동중) - 장유터널 - 갑을장유병원 - 장유농협 (2017년 11월 15일 신설)
- ● 23번: 장유 임시계류장 - 장유1동사무소 - 율현주공 - 수가리
- ● 24번: 장유 임시계류장 - 장유1동사무소 - 율하초등학교 - 세영리첼A (하루 2회 신안마을 추가 경유)
- ● 25번: 롯데아울렛 → 장유농협 → 율하지구 → 롯데아울렛 (반시계방향, 전 차량 저상버스 운행)
- ● 26번: 롯데아울렛 → 율하지구 → 장유농협 → 롯데아울렛 (시계방향, 전 차량 저상버스 운행)
- ● 31번: 외동터미널 - 일동한신아파트 - 골든루트산업단지
- ● 35번: 외동차고지 - 수로왕릉 - 김해세무서 - 외동터미널 - 칠산서부동사무소 - 농소 - 망덕 - 양동
- ● 57번: 진영터미널 → 진영중학교 → 주호 → 본산 → 봉하 → 장방 → 진말 → 한림정역 → 외오서 → 내오서 → 모정 → 시전 → 부평 → 한림정역 → 진말 → 장방 → 봉하 → 본산 → 주호 → 진영중학교 → 진영터미널
- ● 59-1번: 외동차고지 - 금강병원 - 매정 - 용덕 - 안하 - 분절 - 봉림(생림면사무소) (이 노선은 가야IBS에서 이관받은 노선이다.)
- ● 70번: 상동 소락 - 상동매리농협 - 대동농협 - 안막3구 - 강서구청역 - 구포시장
- ● 73번: 여차 - 화현 - 매리 - 덕산 - 월촌 - 안막 - 강서구청역 - 구포시장 (일부 시간대에 소감마을 경유 노선이 존재한다.)
- ● 83번: 안막3구 - 신동 - 조눌 - 월촌 - 덕산 - 감천 - 신암 - 고암 - 소감 - 매리
- ● 140번 : 마산 - 창원역 - 도계동만남의광장 - 덕산 - 진영터미널 - 삼계 - 김해터미널
- ● 300번: 외동터미널 - 부원역 - 동서대로(국도대체우회도로) - 덕암공단 - 병동농공단지 - 진영역 - 본산공단입구 - 봉하마을
- ● 914번: 롯데워터파크 - 롯데아울렛 - 죽림 - 장유3동행정복지센터 - 율하푸르지오4단지 - 중앙하이츠 - 율하자이 - 율하시티프라디움 - 지사문화회관 - 협성엘리시안 - 명동 - 세산사거리 - 성산 - 강서경찰서 - (← 명지농협) - 협성휴포레 - 경일중학교 → 명지환승센터

### 좌석버스
- ● 220번: 풍유동공영차고지 - 김해 골든루트 산업단지 - 장유농협 - 롯데아울렛 - 율하교 - 수가리 - 경마공원 - 강서경찰서 - 을숙도휴게소 - 하단역

### 공영버스
- ● 대동공영: 풍유동공영차고지 - 외동터미널 - 김해시청 - 선암 - 주중 - 초정 - 매리
- ● 상동공영1: 외동터미널 → 인제대 → 소락 → 장척 → 매리 → 여차 → 인제대 → 외동터미널
- ● 상동공영2: 외동터미널 → 인제대 → 여차 → 매리 → 장척 → 소락 → 인제대 → 외동터미널

## 보유 차량

#### 자일대우버스
- 자일대우 레스타
- 자일대우 NEW BS090
- 자일대우 NEW BS110

#### 현대자동차
- 현대 더 뉴 그랜드 스타렉스
- 현대 그린시티
- 현대 뉴 슈퍼에어로시티

#### 르노
- 르노 마스터

#### 골든 드래곤
- 골든 드래곤 GD 11

#### KGM커머셜
- KGM커머셜 스마트 110E[3]

## 같이 보기
- 동부교통
- 가야IBS